# Hightech Information System

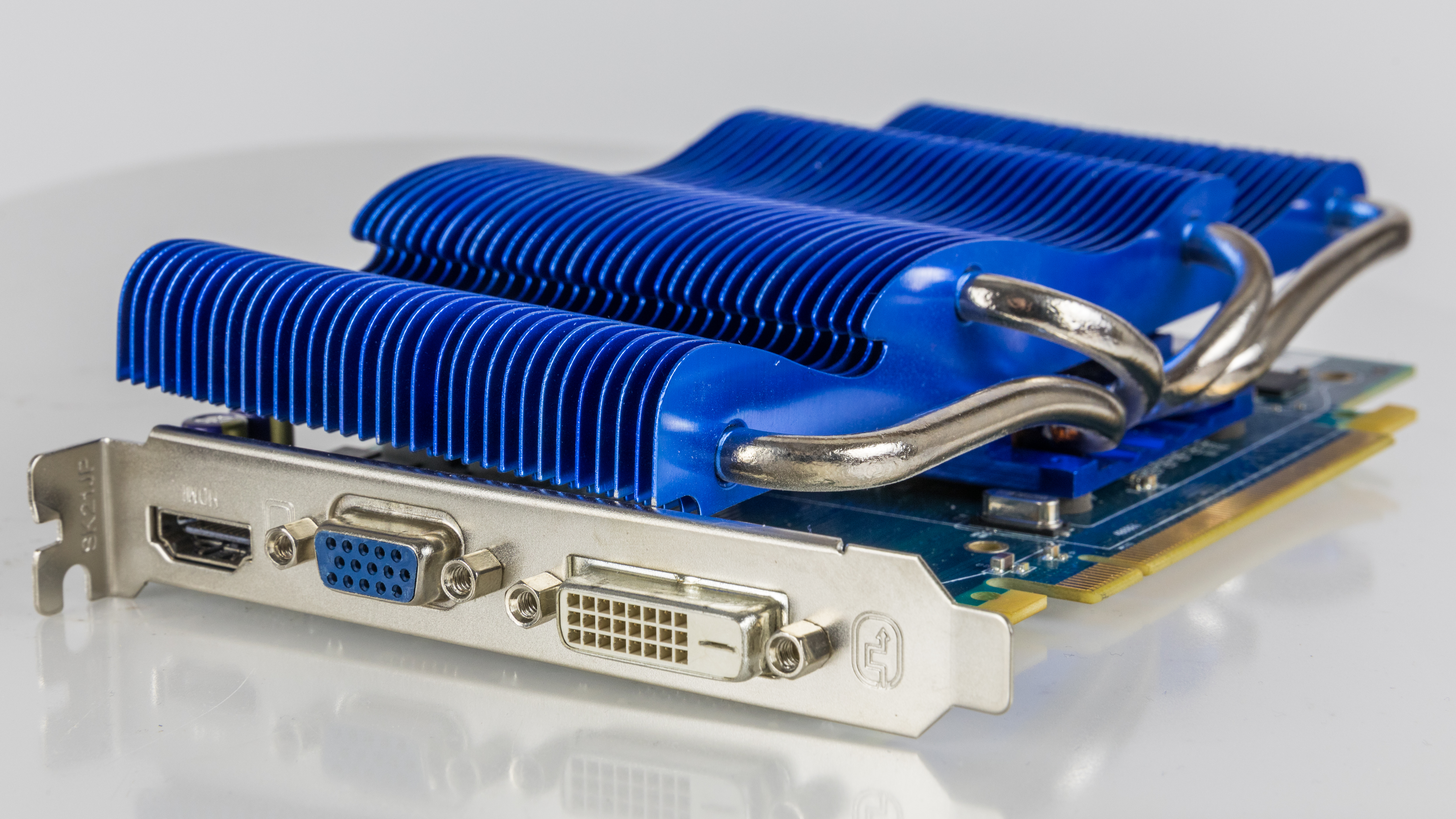
HIS 6670 iSilence 5

Hightech Information System Limited (HIS) – przedsiębiorstwo zajmujące się produkcją kart graficznych opartych na GPU firmy ATI Technologies. Zostało założone w 1987 roku, a jego siedziba mieści się w Hongkongu. HIS jest również autorem technologii chłodzenia IceQ.